# Musikjahr 1847
Liste der Musikjahre

◄◄ | ◄ | 1843 | 1844 | 1845 | 1846 | Musikjahr 1847 | 1848 | 1849 | 1850 | 1851 | ► | ►►

Weitere Ereignisse
Dieser Artikel behandelt das Musikjahr 1847.

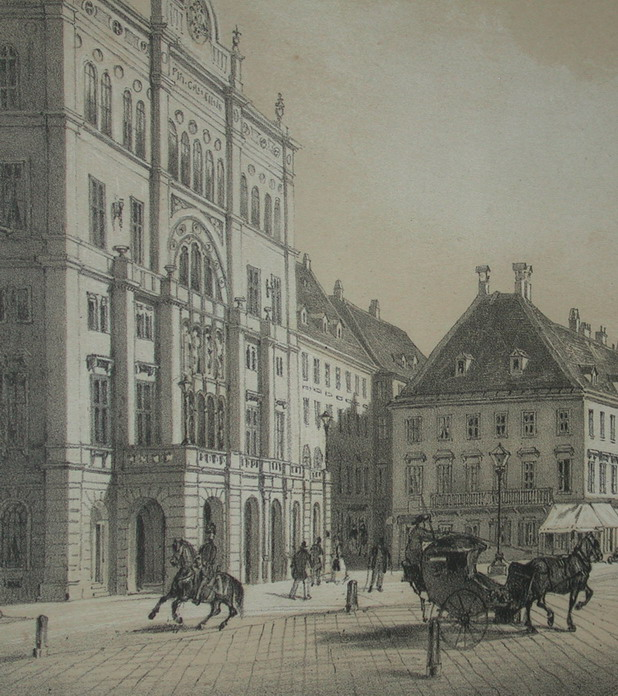
Das 1847 errichtete Carltheater um 1850

## Ereignisse

### Aufführungsorte
- 04. April: In Barcelona wird das Gran Teatre del Liceu eröffnet, nach dem Teatro alla Scala in Mailand das zweitgrößte Opernhaus der Welt.
- 09. Mai: François Bullier eröffnet in Paris den Tanzsaal Jardin Bullier
- 10. Dezember: Das nach Plänen der Architekten August Sicard von Sicardsburg und Eduard van der Nüll errichtete Carltheater in der Leopoldstadt bei Wien wird feierlich eröffnet. Der Abend wird mit einer Fest-Ouvertüre des mit Theaterdirektor Carl Carl befreundeten Stuttgarter Hofkapellmeisters Peter Joseph von Lindpaintner eingeleitet.
- In Zwickau findet erstmals das Schumann-Fest zu Ehren von Robert Schumann statt.

### Kompositionen und Uraufführungen
- 11. September: Der Ohrwurm Oh! Susannah (I come from Alabama) des Komponisten Stephen Collins Foster wird erstmals in einem Saloon in Pittsburgh, Pennsylvania vorgetragen.
- 10. Dezember: Uraufführung der Hymne Il Canto degli Italiani in Genua, die im Herbst des Jahres vom genuesischen Dichter Goffredo Mameli geschrieben und vom ebenfalls aus Genua stammenden Komponisten Michele Novaro vertont wurde. Die Hymne wird ab 1947 provisorische, später offizielle Nationalhymne der Republik Italien.
- Der genuesische Dichter Goffredo Mameli schrieb im Herbst des Jahres 1847 die Verse seines Werks Il canto degli italiani, diese wurden daraufhin vom ebenfalls aus Genua stammenden Komponisten Michele Novaro vertont und am 10. Dezember 1847 in Genua (Oregina) vor ca. 30.000 Patrioten uraufgeführt.

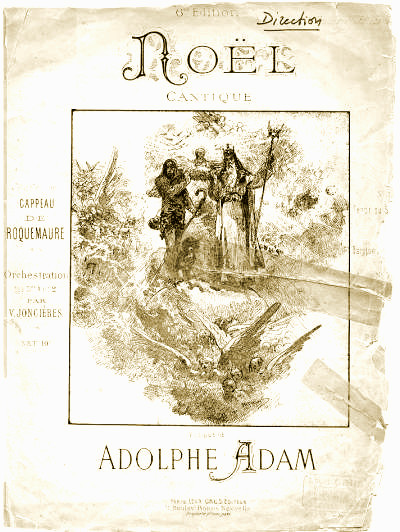
Originalpartitur von Minuit, Chrétiens

- Adolphe Adam komponiert das Weihnachtslied Minuit, chrétiens nach einem Gedicht von Placide Cappeau. Es ist heute vor allem in der englischen Version Oh Holy Night bekannt.

#### Instrumental und Vokalmusik
- Mary Anne A’Becket gibt in London The Music Book, eine Sammlung von zwanzig Originalsongs, Quadrillen und zwei Walzern, heraus. Neben eigenen Kompositionen enthält sie Werke von Alfred Mellon (1820–1867), Julius Benedict, Michael Balfe, Edward Loder (1809–1865) und William Vincent Wallace.
- Anton Bruckner: Der Lehrerstand, WAB 77; zwei Aequale, WAB 114 und WAB 149;
- Frédéric Chopin: Trois Valses (einschließlich des sogenannte Minutenwalzers) op. 64; Sonate für Violoncello und Klavier g-Moll op. 65 (vollendet 1846 veröffentlicht 1847); Dix-sept mélodies polonaises op. 74 (vollendet 1847, posthum veröffentlicht im Jahr 1859).
- Niels Wilhelm Gade: Sinfonie Nr. 3 a-Moll, op. 15.
- Michail Iwanowitsch Glinka: Das Trinkspruch-Lied; Grüße an mein Heimatland (Klavierwerk)
- Fanny Hensel: Klaviertrio d-Moll op. 11
- Unter dem Eindruck des Todes seiner Schwester Fanny Hensel komponiert Felix Mendelssohn Bartholdy sein letztes Werk, das Streichquartett Nr. 6, das er im September fertigstellt. Zwei Monate später stirbt er wie seine Schwester an einem Schlaganfall. Das Oratorium Erde, Hölle und Himmel bleibt unvollendet.
- Franz Liszt: Ungarische Rhapsodie Nr. 13 in a-moll S 244/13
- Otto Nicolai: Salve regina für Mezzosopran und Orchester, op. 39; Der 98. Psalm für vier Solostimmen, achtstimmigen Doppelchor und Orchester; Liturgie Nr. 1 für achtstimmigen Chor a cappella; Liturgie Nr. 2 für vierstimmigen Chor a cappella.
- Clara Schumann: Trio für Pianoforte, Violine und Violoncello, g-Moll op. 17 (1847 veröffentlicht); Concerto f-Moll für Klavier und Orchester (Fragment).
- Robert Schumann: Trio für Klavier, Violine und Violoncello Nr. 1 d-Moll op. 63; Trio für Klavier, Violine und Violoncello Nr. 2 F-Dur op. 80; Drei Lieder für Männerchor, op. 62; Ritornelle in canonischen Weisen für mehrstimmigen Männergesang, op. 65.
- Johann Strauss (Sohn): Irenen-Walzer op. 32; Architecten-Ball-Tänze (Walzer) op. 36; Sängerfahrten (Walzer) op. 41; Wilde Rosen (Walzer) op. 42; Ernte-Tänze (Walzer) op. 45; Dorfgeschichten (Walzer) op. 47; Bachus-Polka op. 38; Explosions-Polka op. 43; Fest-Marsch (1847) op. 49; Alexander-Quadrille op. 33; Industrie-Quadrille op. 35; Wilhelminen-Quadrille op. 37; Seladon-Quadrille op. 48.
- Giuseppe Verdi: Il poveretto („Der Bettler“), Romanze für eine Singstimme und Klavier.

#### Musiktheater
- 26. Januar: Am Theater an der Wien bei Wien findet die Uraufführung der Operette Ein ländliches Verlobungsfest in Schweden von Franz Berwald statt.
- 04. Februar: Die Uraufführung der Opera buffa Il birraio di Preston (Der Bierbrauer von Preston) von Luigi Ricci auf ein Libretto von Francesco Guidi findet mit Erfolg am Teatro della Pergola in Florenz statt.
- 18. Februar: Die Oper Vielka von Giacomo Meyerbeer, eine Adaption seines Singspiels Ein Feldlager in Schlesien, dessen Text von Ludwig Rellstab und Charlotte Birch-Pfeiffer überarbeitet wurde, wird mit großem Erfolg am Theater an der Wien bei Wien uraufgeführt. In der Titelrolle ist Jenny Lind zu sehen, Meyerbeer selbst leitet die Uraufführung.
- 09. März: Die Oper Die lustigen Weiber von Windsor von Otto Nicolai wird im Königlichen Opernhaus in Berlin uraufgeführt.
- 13. März: Die Oper Griselda von Federico Ricci wird im Teatro La Fenice in Venedig uraufgeführt.

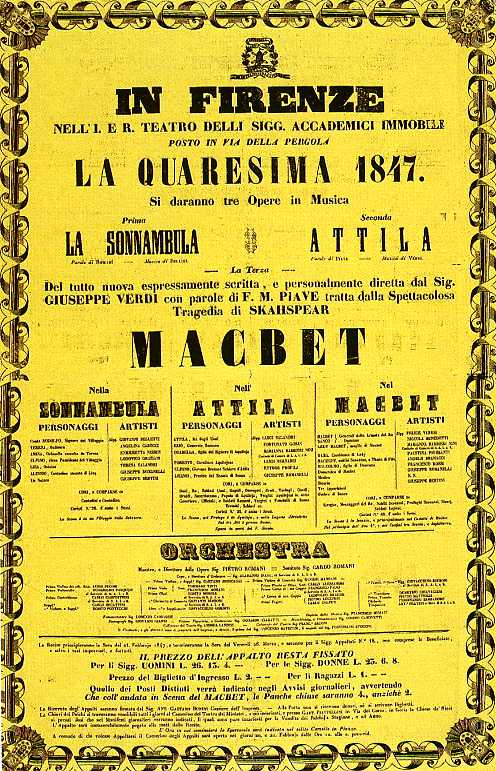
Macbeth, Theaterzettel der Uraufführung

- 14. März: Am Teatro della Pergola in Florenz hat Giuseppe Verdis Oper Macbeth ihre Uraufführung. Das Libretto von Francesco Maria Piave basiert auf der gleichnamigen Tragödie von William Shakespeare. Die Oper wird vom Publikum enthusiastisch aufgenommen, während die Kritik eher zurückhaltend reagiert und das Fehlen einer Liebesszene bemängelt.
- 31. Mai: Uraufführung der einaktigen Oper La bouquetière von Adolphe Adam in Paris

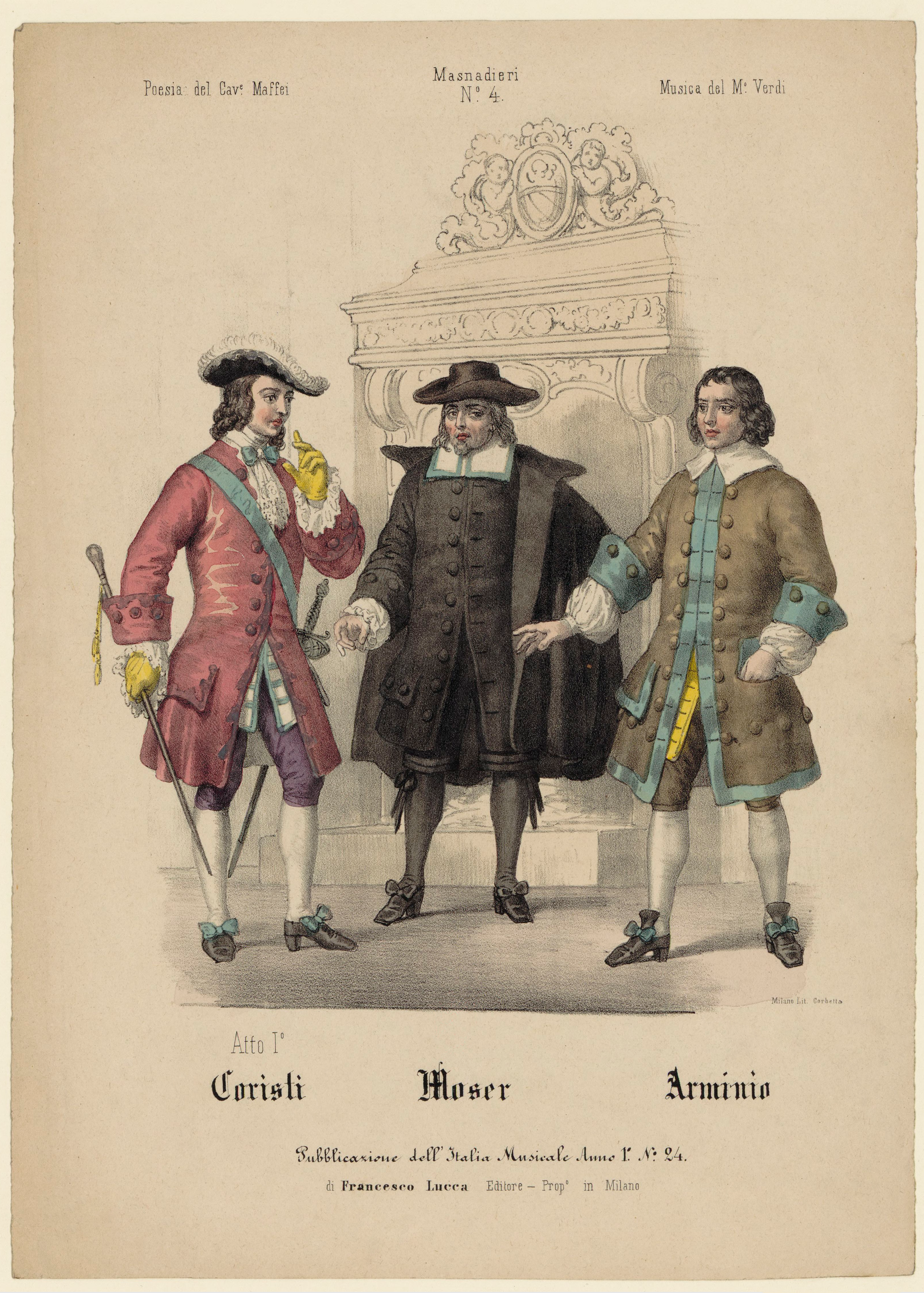
Kostüme für I masnadieri

- 22. Juli: Giuseppe Verdis Oper I masnadieri auf ein Libretto von Andrea Maffei nach dem Stück Die Räuber von Friedrich Schiller wird unter der Leitung des Komponisten am königlichen Opernhaus am Haymarket in London uraufgeführt. Auch hier reagiert das Publikum begeistert, während die Kritik Vorbehalte äußert.
- 13. Oktober: Uraufführung der Oper Konradin von Ferdinand Hiller in Dresden
- 15. November: Uraufführung der komischen Oper Les Premiers Pas ou Les Deux Génies von Fromental Halévy in Zusammenarbeit mit Adam, Auber und Carafa an der Opéra-Comique in Paris.
- 25. November: Martha oder Der Markt zu Richmond, eine romantisch-komische Oper in 4 Akten von Friedrich von Flotow und Friedrich Wilhelm Riese, wird im Theater an der Wien in Wien uraufgeführt.
- 26. November: An der Académie Royale de Musique in Paris wird Giuseppe Verdis erste französische Grand opéra Jérusalem uraufgeführt. Bei dem Werk handelt es sich um eine Umarbeitung der Verdi Oper I Lombardi alla prima crociata aus dem Jahr 1843. Die Librettisten Alphonse Royer und Gustave Vaëz übersetzten weitgehend das Ursprungslibretto von Temistocle Solera.
- 17. Dezember: Die Oper in vier Akten und sieben Bildern Esmeralda von Alexander Dargomyschski (Musik) mit einem eigenen Libretto nach Victor Hugos Roman Der Glöckner von Notre-Dame wird im Bolschoi-Theater in Moskau uraufgeführt.
- 20. Dezember: Uraufführung der Oper The Maid of Honour von Michael William Balfe im Drury Lane Theatre in London.

- 28. Dezember: Daniel-François-Esprit Aubers Oper Haydée, ou Le secret hat ihre Uraufführung in der Salle Favart II der Opéra-Comique in Paris unter der Leitung von Théodore Labarre. Die Titelrolle singt Anne-Benoîte-Louise Lavoye. Das Libretto dieser ernsten Opéra-comique stammt von Eugène Scribe, der dazu Motive aus Prosper Mérimées Novelle Die Tricktrackpartie und Alexandre Dumas’ Der Graf von Monte Christo verwertete. Haydée wird in Paris eine von Aubers erfolgreichsten Opern, während das Werk in Deutschland auf wenig Interesse stößt.

Weitere Bühnenwerke
- François Bazin: Le Malheur d’être jolie (Oper)
- Niels Wilhelm Gade: Siegfried und Brünnhilde (Oper, Fragment und daher nicht aufgeführt)
- William Vincent Wallace: Matilda of Hungary (Oper)
- Giovanni Bottesini: Cristoforo Colombo (Oper in einem Akt)

## Geboren

### Geburtsdatum gesichert
- 01. Januar: Franz Rezek, österreichischer Militärkapellmeister und Komponist († 1912)
- 02. Januar: Hermann Riedel, deutscher Komponist und Dirigent († 1913)
- 13. Januar: Gottfried Stommel, deutscher Dramatiker, Schriftsteller und Librettist († 1933)
- 21. Januar. Conrad Schmeidler, deutscher Pianist, Komponist und Musiklehrer in München und Dresden († 1922)
- 05. Februar: Max Jakob, tschechisch-österreichischer Orgelbauer († 1918)
- 07. Februar: Ernst Frank, deutscher Komponist und Dirigent († 1889)
- 15. Februar: Robert Fuchs, österreichischer Komponist († 1927)
- 16. Februar: Philipp Scharwenka, deutscher Komponist und Musikpädagoge († 1917)
- 08. März: Hermann Winkelmann, deutscher Opernsänger († 1912)
- 09. März: Martin Marsick, belgischer Violinvirtuose und -lehrer († 1924)
- 13. März: Pietro Musone, italienischer Komponist († 1879)
- 20. März: Gavriil Musicescu, rumänischer Komponist († 1903)
- 01. April: Rudolf Tillmetz, deutscher Flötenvirtuose, -Pädagoge und Komponist († 1915)
- 17. April: Hermann Lutter, deutscher Paukist, Militär- und Königlicher Kammermusiker († 1901)
- 18. April: Martha Friedemann, deutsche Schriftstellerin und Librettistin († 1911)
- 29. April: Carl Joachim Andersen, dänischer Flötist, Dirigent und Komponist († 1909)
- 13. Mai: Johannes Haarklou, norwegischer Komponist († 1925)
- 22. Juni: Willy Thern, österreichisch-ungarischer Pianist und Musikpädagoge († 1911)
- 24. Juni: Gaston Salvayre, französischer Komponist († 1916)
- 12. Juli: Karl Heinrich Barth, deutscher Klavierpädagoge und Pianist († 1922)
- 29. Juli: Theophil Forchhammer, Schweizer Komponist, Kirchenmusiker und Organist († 1923)
- 29. August: Romilda Pantaleoni, italienische Opernsängerin († 1917)
- 01. Oktober: Emma Fursch-Madi, französische Sopranistin († 1894)
- 17. Oktober: Chiquinha Gonzaga, brasilianische Pianistin und Komponistin († 1935)
- 21. Oktober: Giuseppe Giacosa, italienischer Dichter, Schauspieler und Librettist († 1906)
- 26. Oktober: Haydn Keeton, englischer Organist, Musikpädagoge und Komponist († 1921)
- 01. November: Emma Albani, kanadische Sängerin († 1930)
- 30. November: August Klughardt, deutscher Komponist und Dirigent († 1902)
- 09. Dezember: George Grossmith, englischer Bühnenautor, Komponist und Schauspieler († 1912)
- 30. Dezember: Paul Otto Apian-Bennewitz, deutscher Organist und Lehrer († 1892)

### Genaues Geburtsdatum unbekannt
- Olga Christoforowna Agrenewa-Slawjanskaja, russische Volkskundlerin, Ethnographin und Komponistin († 1920)

## Gestorben

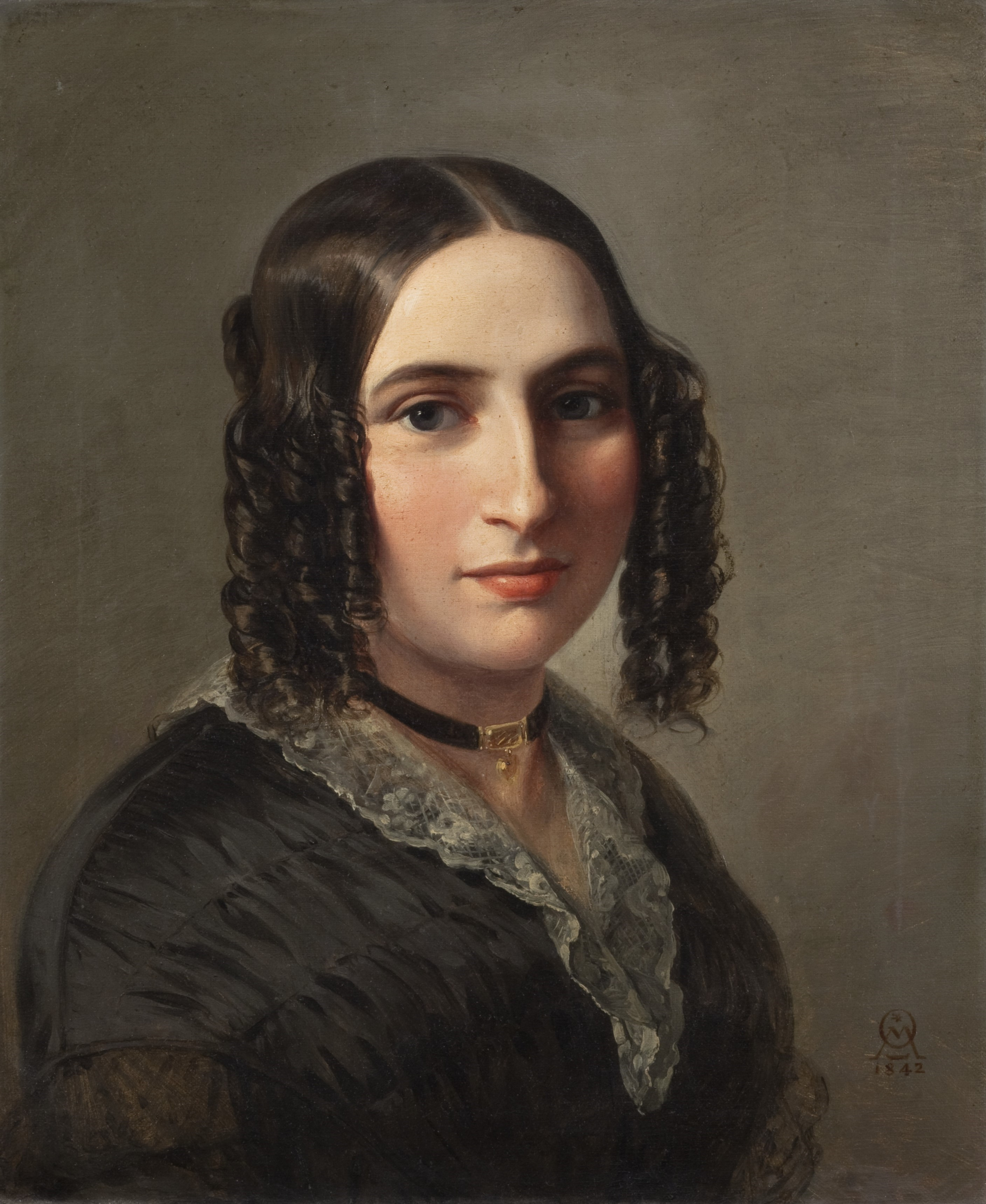
Fanny Hensel; † 14. Mai

### Todesdatum gesichert
- 30. Januar: Johann Remmers, deutscher Geiger (* 1805)
- 10. März: Marianne Sessi, italienische Opernsängerin (* 1776)
- 23. April: Erik Gustaf Geijer, schwedischer Schriftsteller und Komponist (* 1783)
- 14. Mai: Fanny Hensel, deutsche Komponistin (* 1805)

Felix Mendelssohn Bartholdy; † 4. November

- 16. Mai: Caspar Ett, deutscher Organist und Komponist (* 1788)
- 11. Juni: Heinrich Joseph Baermann, deutscher Klarinettist (* 1784)
- 19. Juli: Johann Wilhelm Wilms, deutsch-niederländischer Komponist, Pianist, Organist und Flötist (* 1772)
- 25. Juli: Johann Gottfried Rohlfs, deutscher Orgelbauer (* 1759)
- 30. August: Joseph Gambihler, deutscher Lehrer, Publizist und Komponist (* 1801)
- 25. September: Emma Albertazzi, britische Opernsängerin (* 1815)
- 26. September: Ottilie von Herbert, österreichische Komponistin (* 1825)
- 31. Oktober: Johann Christian Andrée, Klavierbauer und Hofinstrumentenmacher in Berlin (* um 1784)
- 04. November: Felix Mendelssohn Bartholdy, deutscher Komponist (* 1809)
- 27. Dezember: Joseph Derska, deutschböhmischer Opernsänger (Tenor) (* 1808)
- 29. Dezember: William Crotch, englischer Komponist und Organist (* 1775)

### Genaues Todesdatum unbekannt
- Francesco Molino, italienischer Gitarrist und Komponist (* 1768)